# Syscenus latus
Syscenus latus är en kräftdjursart som beskrevs av Richardson 1909. Syscenus latus ingår i släktet Syscenus och familjen Aegidae. Inga underarter finns listade i Catalogue of Life.